# Karangwangi (Mekarmukti)
Karangwangi is een bestuurslaag in het regentschap Garut van de provincie West-Java, Indonesië. Karangwangi telt 3890 inwoners (volkstelling 2010).